# Монастырская мыза
Монасты́рская мы́за (нем. Klostergut, Klosterhof, Klosterhufe, Klosterhube, эст. kloostrimõis, латыш. klostera muiža) — тип мызы; большое земельное владение, принадлежавшее монастырю. Монастырская мыза имела такие же права, как и церковная мыза. Во времена Реформации значительная их часть перешла во владение короны, вассалов, городов и отдельных членов церкви. В настоящее время многие сохранившиеся монастырские мызы Европы выкуплены в частную или коллективную собственность и превращены в гостинично-хозяйственные комплексы, а католической церкви принадлежат только сакральные строения.

## Германия
Некоторые бывшие или существующие монастырские мызы на территории Германии:
- Бергдольт[нем.], Нойштадт-ан-дер-Вайнштрасе
- Варнберг[нем.], Мюнхен
- Вендхузен[нем.], Тале, Саксония-Анхальт
- Вормельн[нем.], Варбург, Северный Рейн-Вестфалия
- Зальбке[нем.], Магдебург
- Мариенгартен[нем.], Росдорф, Нижняя Саксония
- Мыза монастыря Святого креста[нем.], Майсен
- Фремерсберг[нем.], Баден-Баден
- Хилвартсхаузен[нем.] на реке Везер
- Якобсбергерхоф[нем.], Баден-Вюртемберг
- Хёкельхайм, Нижняя Саксония

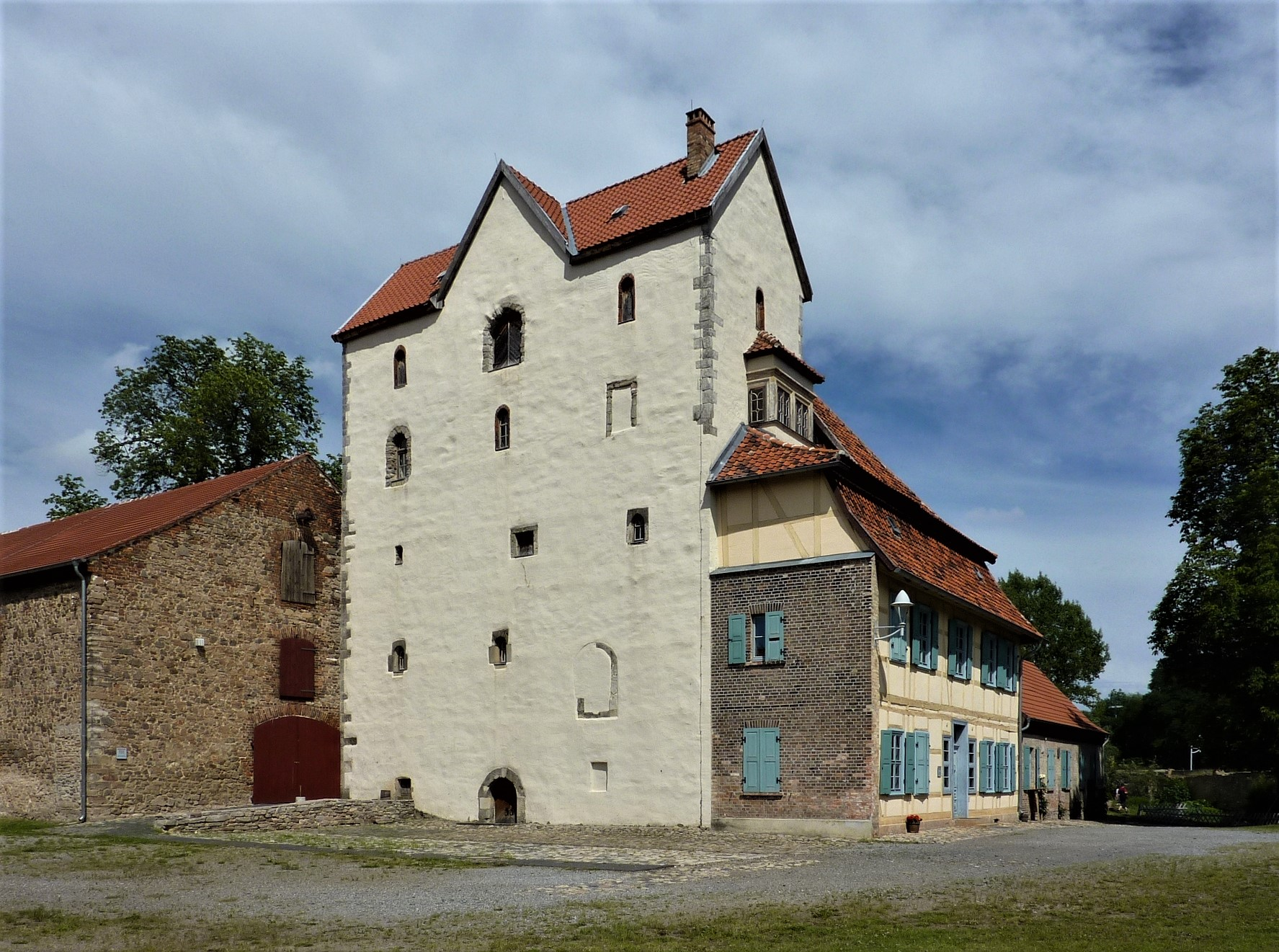
Вендхузен
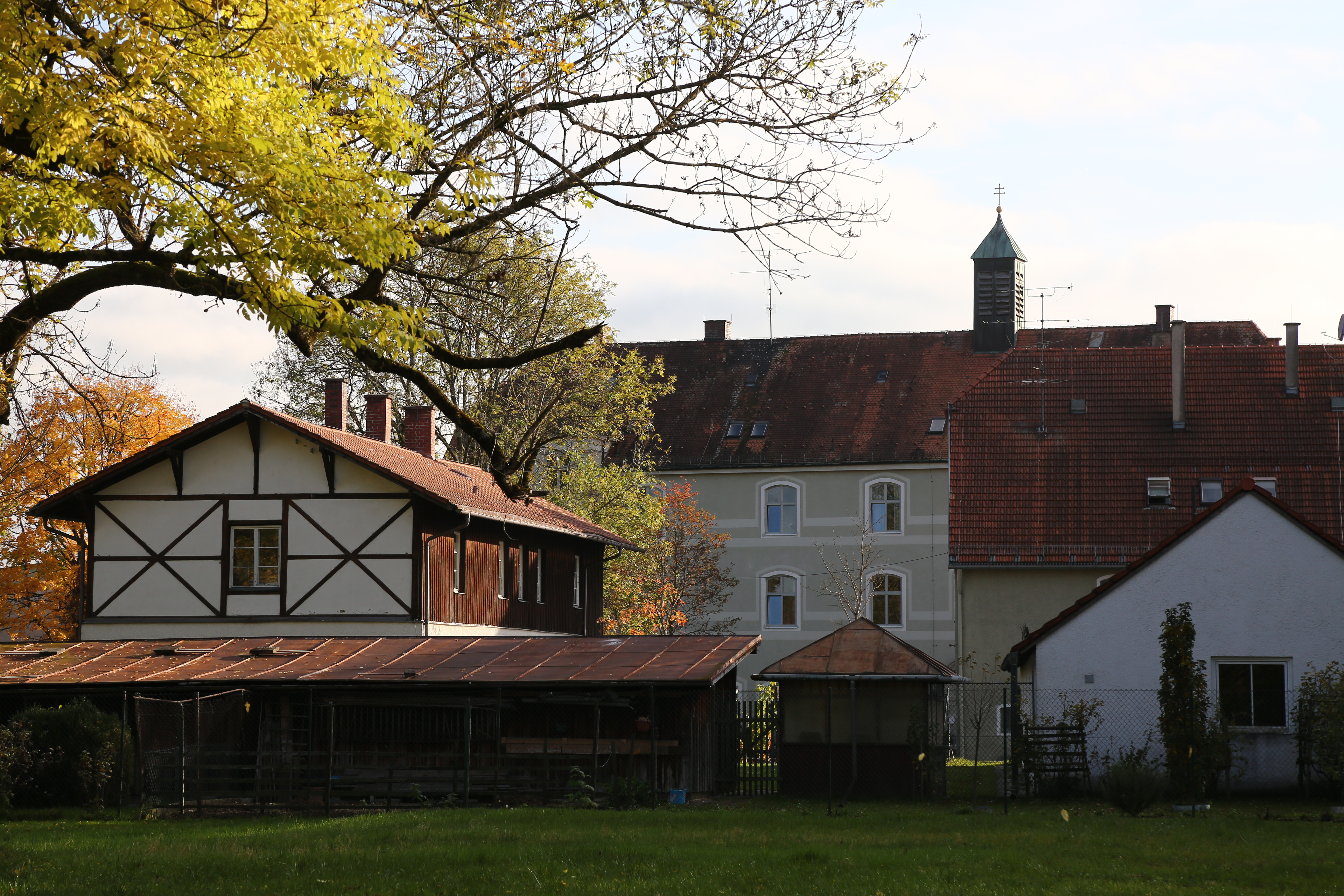
Варнберг
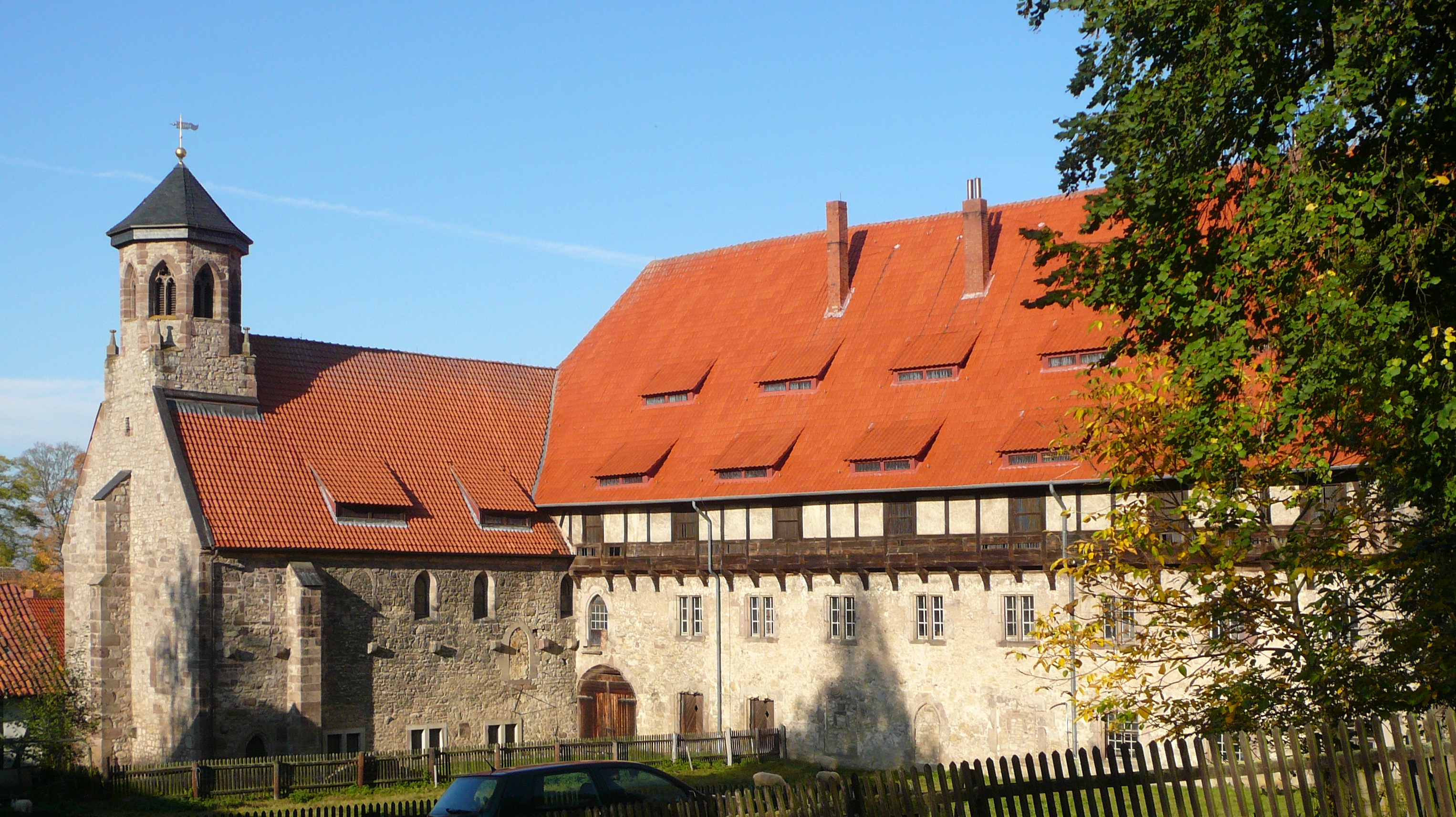
Мариенгартен
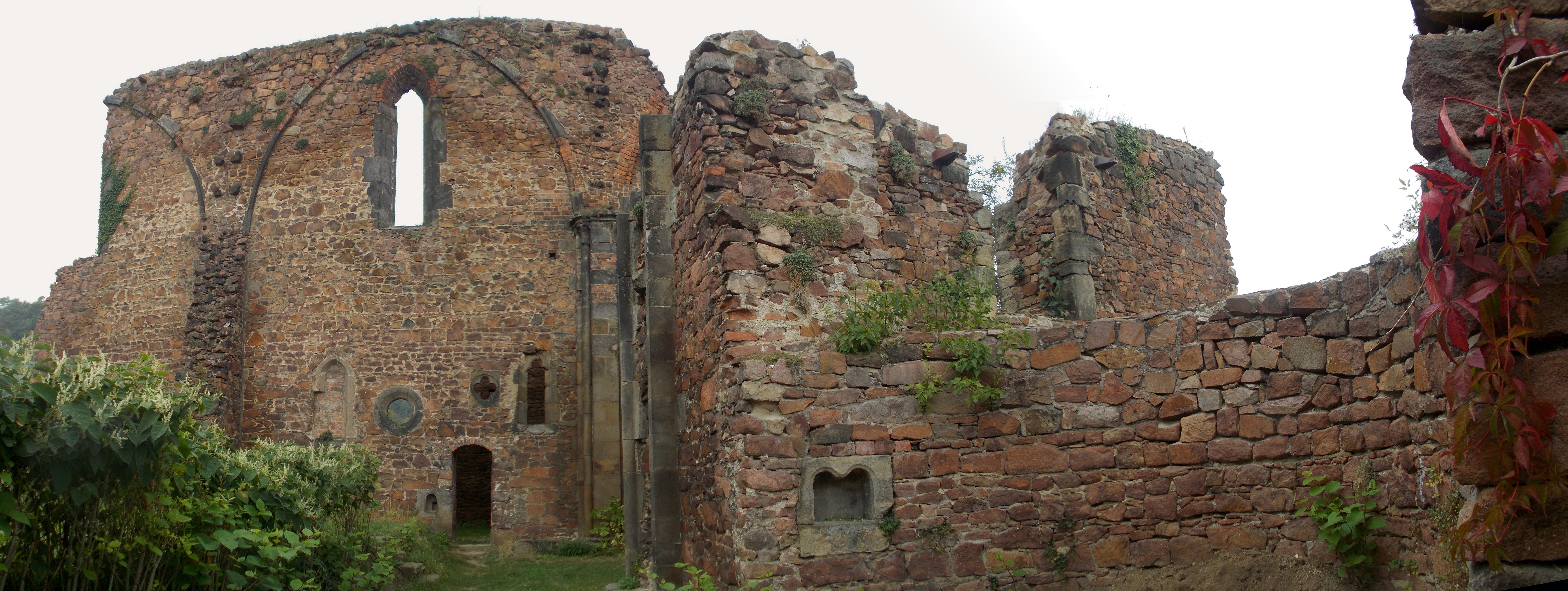
Руины монастыря Святого креста

## Швейцария
- Райский монастырь[нем.], Тургау

Райский монастырь, Швейцария
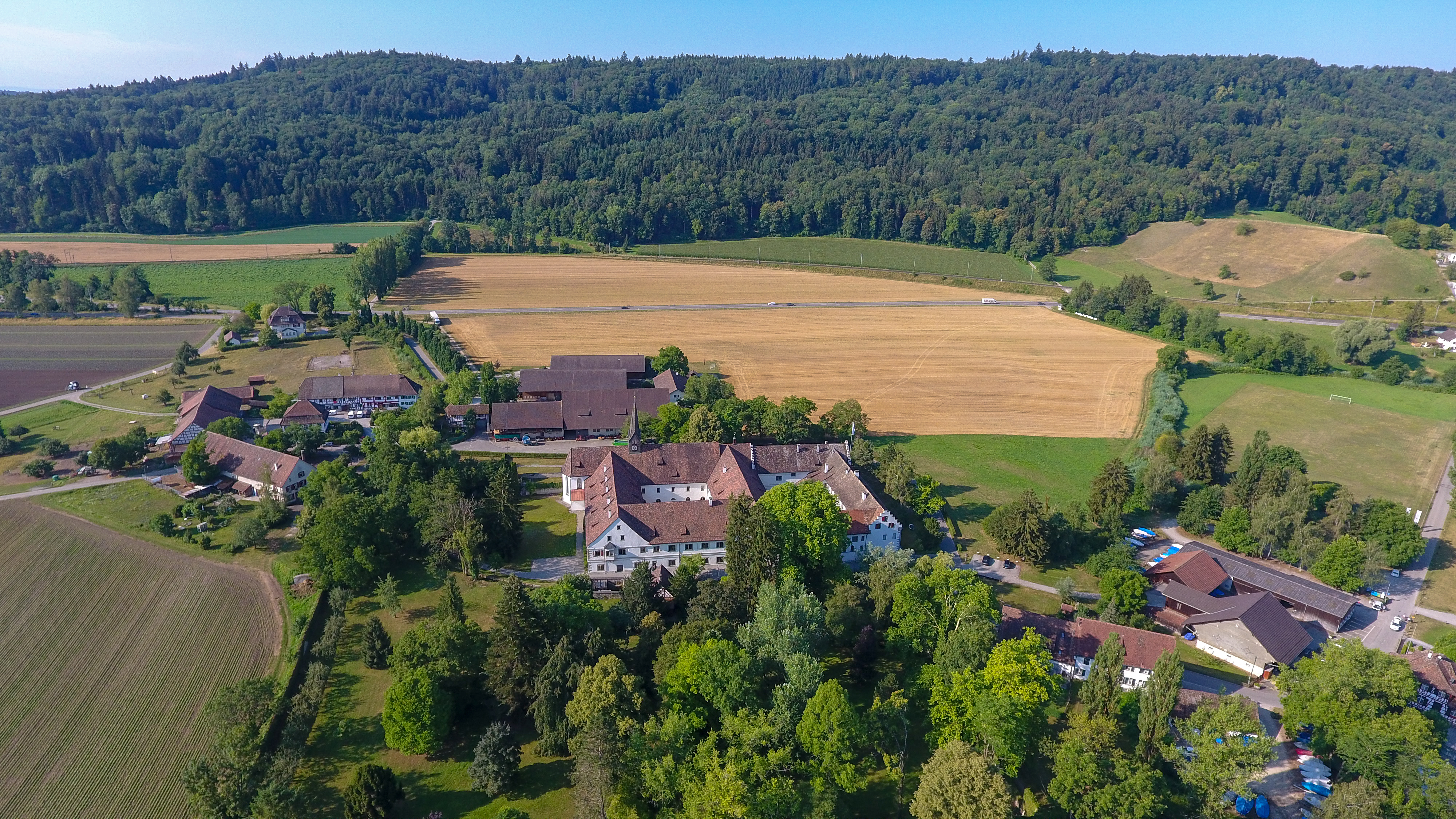
Монастырь с высоты птичьего полёта
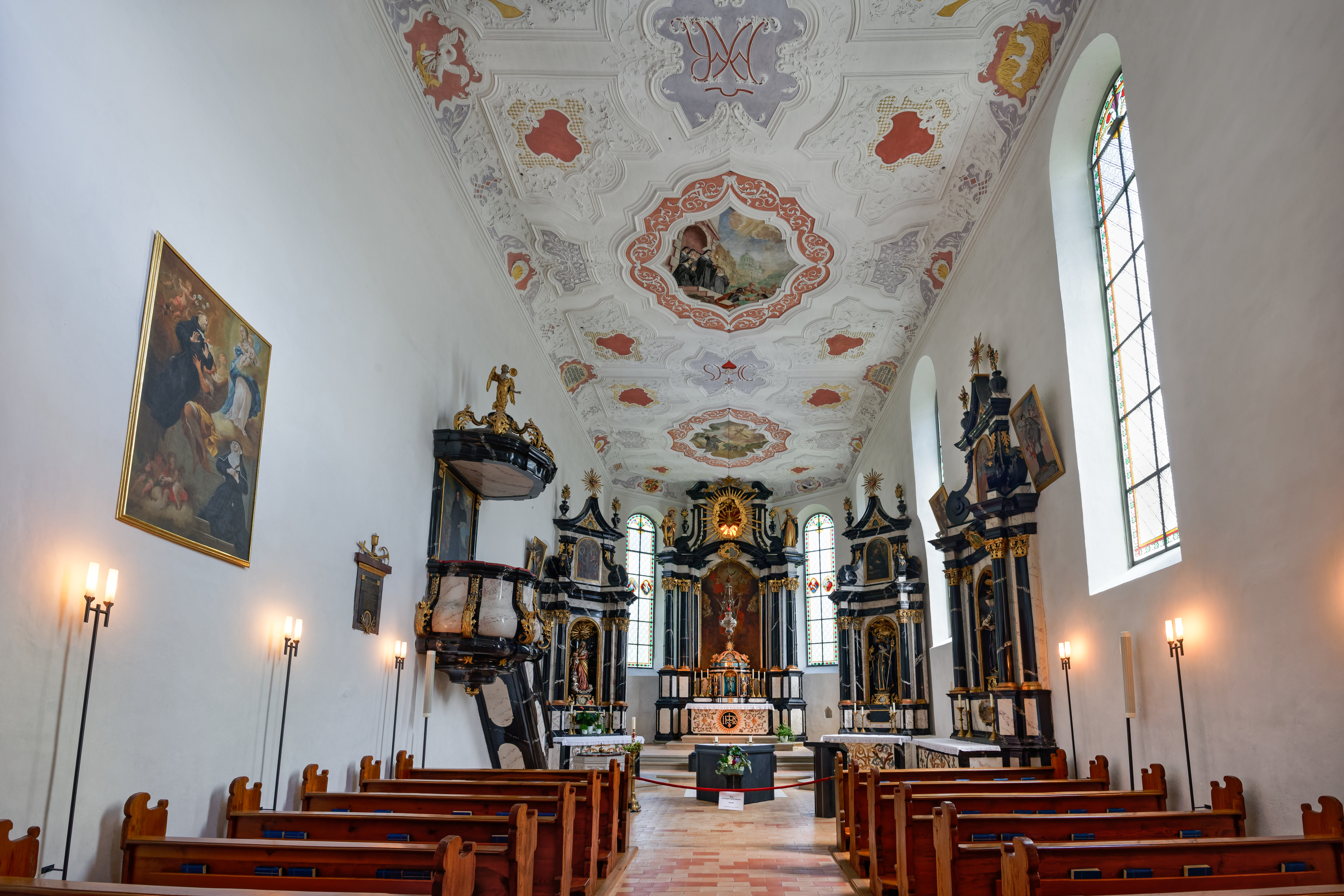
Интерьер монастырской церкви Св. Михаила
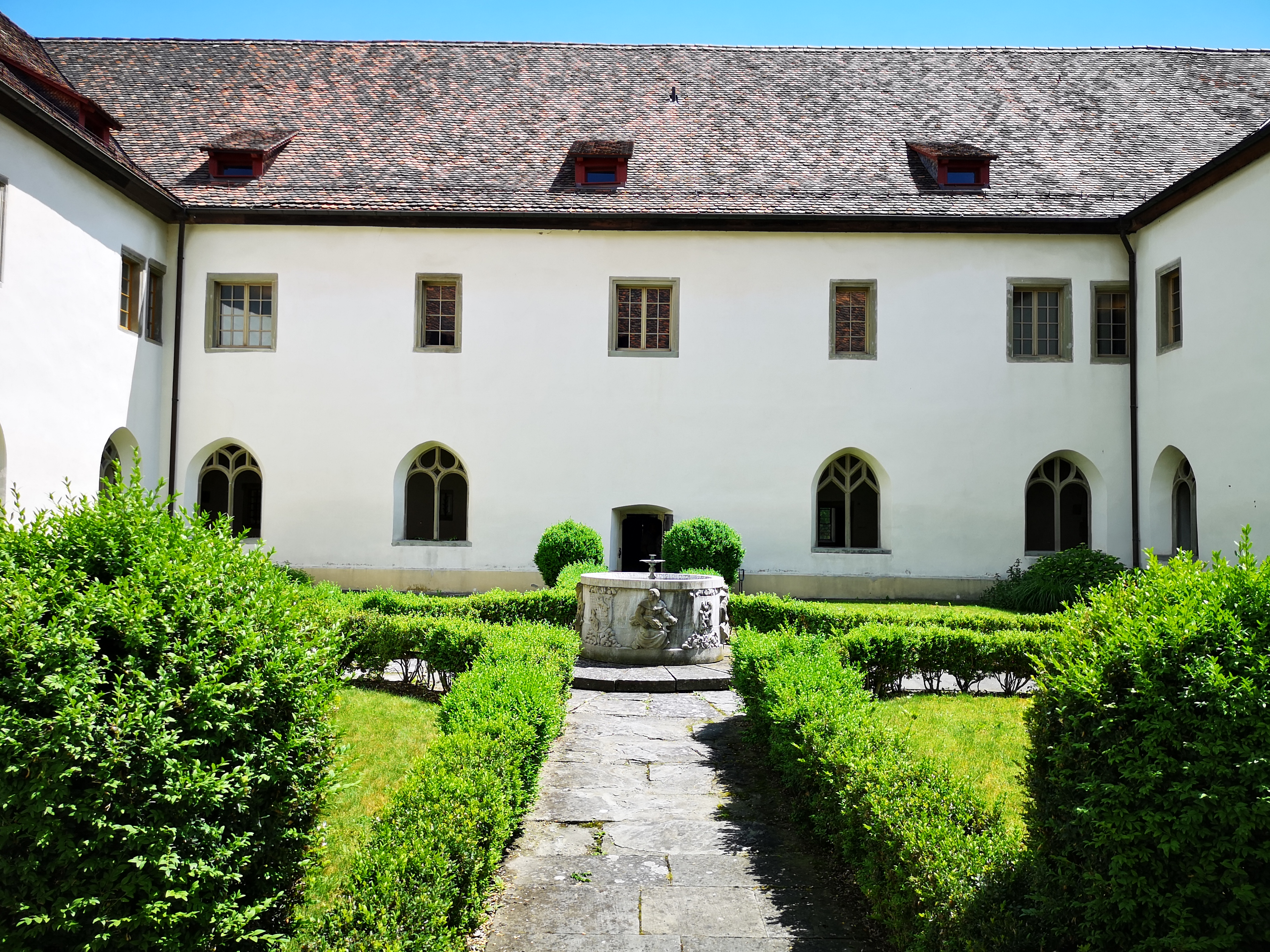
Библиотека
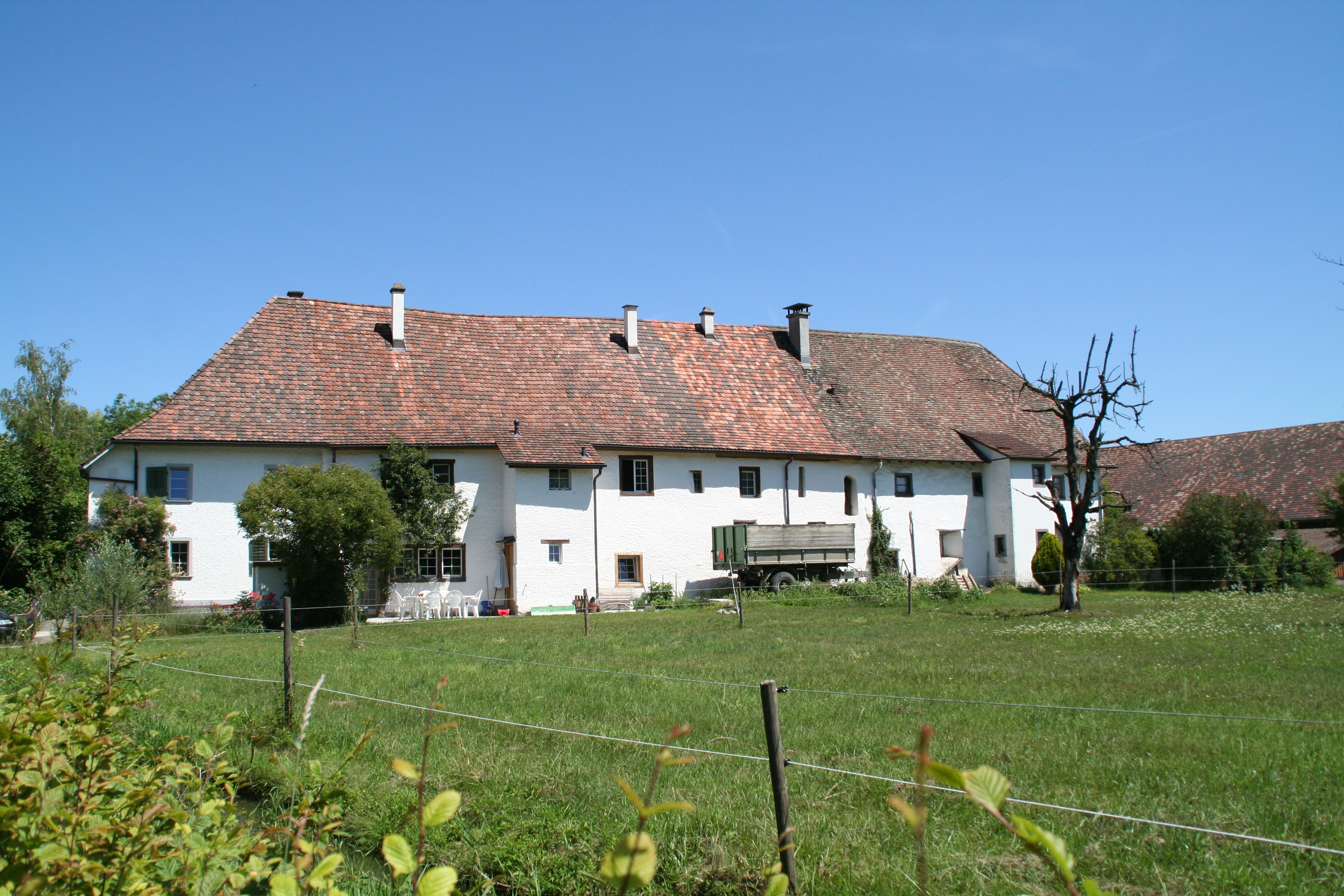
Хозяйственное строение
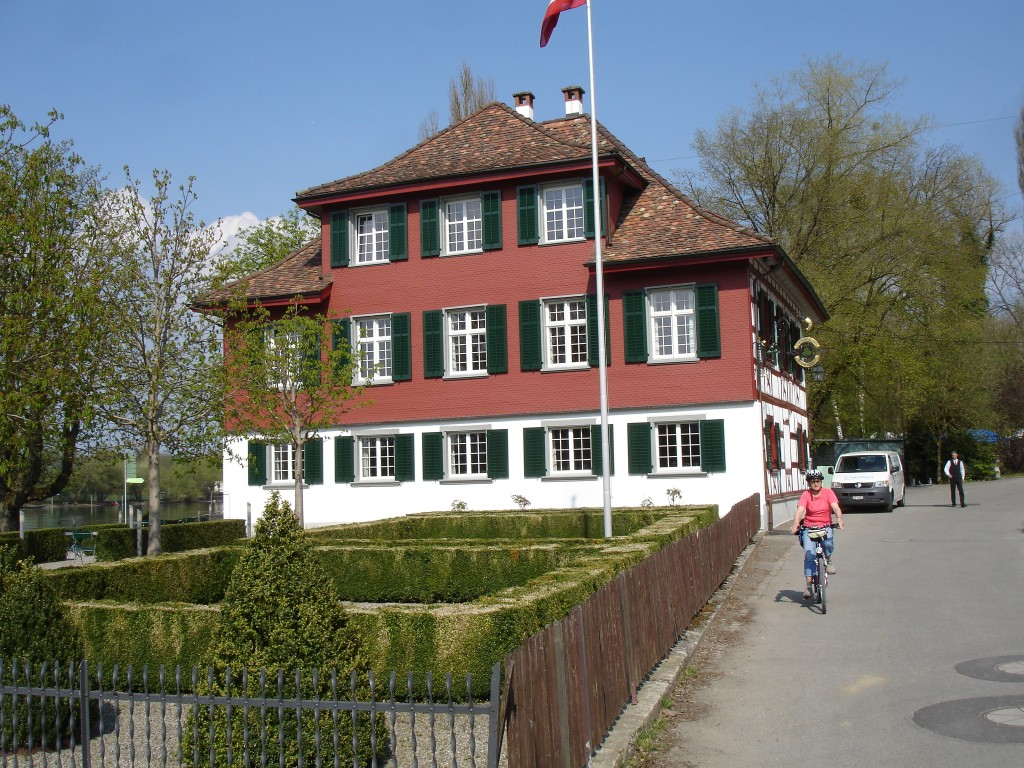
Ресторан

## Эстония
В Эстонии монастырские мызы существовали в средние века. С начала XVII века их стали передавать во владение представителям остзейского дворянства.
Как монастырская мыза в 1513 году впервые упоминается мыза Пургель (Пурила), принадлежавшая монастырю Святой Бригитты. C 1611 года её владельцем стал Михаэль фон Энгельгардт (Michael von Engelhardt). По состоянию на 2021 год главное здание мызы находилось в плохом состоянии и было выставлено на продажу.

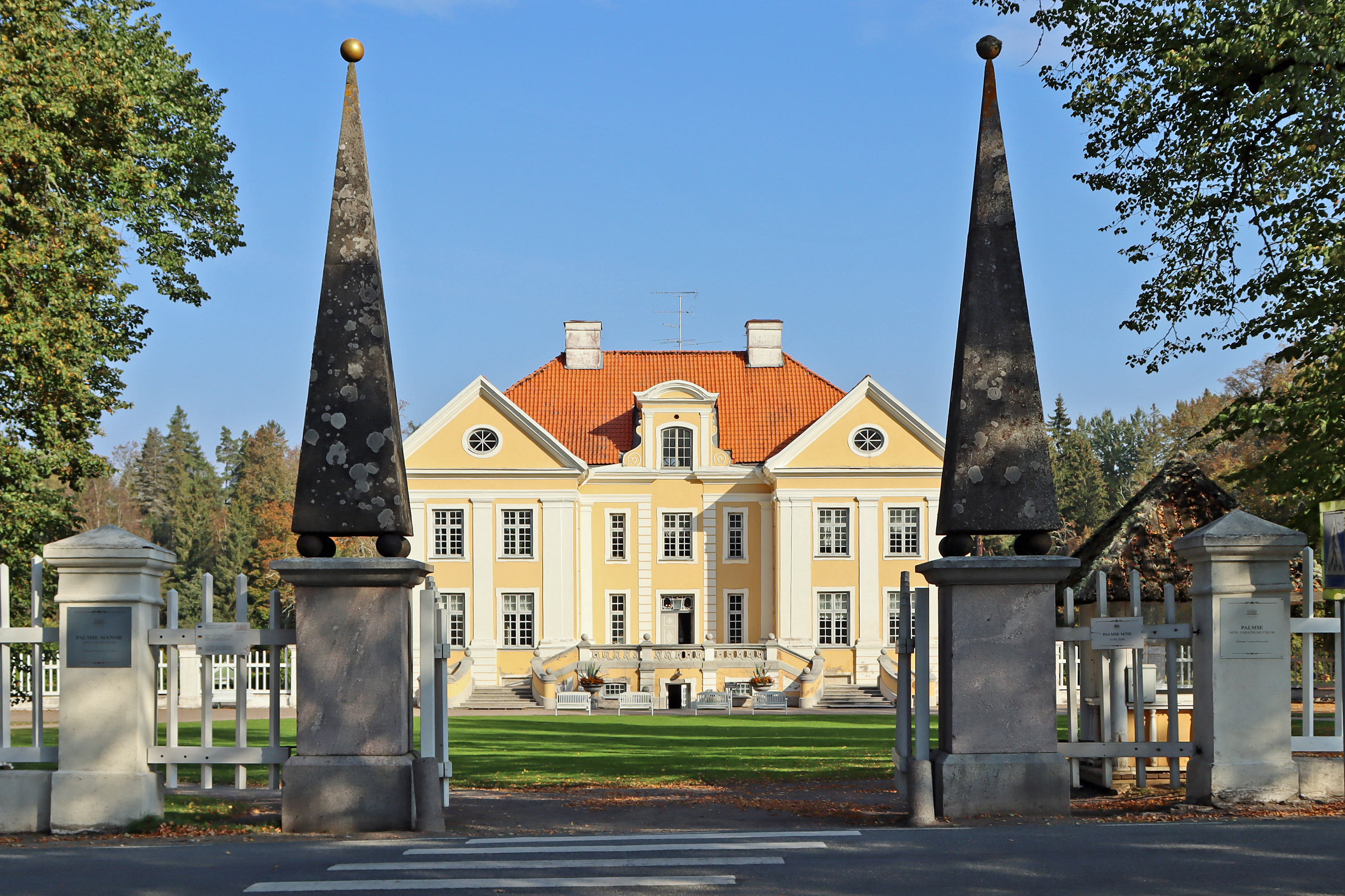
Мыза Пальмсе, 2020 год

Этому же монастырю в средние века принадлежала мыза Мюнкенхоф (Мууга), первые сведения о которой относятся к 1526 году. В середине 17-го столетия она перешла во владение дворянского семейства Цеге-фон-Мантейфель. C 1944 года в главном здании мызы работает школа.
Мыза Клостергоф (Клоостри) была основана в средние века как хозяйственная мыза цистерцианского женского монастыря Лихула. После Северной семилетней войны мыза стала принадлежать шведскому государству, которое в 1591 году передало его под залог Каспару фон Тизенгаузену.
В уступочном письме (купчей) Эрика VI Менведа о монастырских владениях, датируемым 1287 годом, упоминается мыза Пальмс (Палмсе). В 1510 году настоятельница монастыря Элизабет Бринке обменяла её на мызу Наппель (Набала), которой тогда владел Бертрам Юнг.

## Мызы-фермы и отели
Мыза Шледорф (Schlehdorf, Шледорф, Германия) на берегу Кохельского озера в 2012 году была взята в аренду и в 2021 году выкуплена у общины доминиканских сестёр-миссионерок. На мызе создан кооператив «KlosterGut eG». Мыза также включает в себя биотоп площадью около 9 гектаров, к нему примыкает ферма исландских лошадей «Blauer Reiter».
На бывшей монастырской мызе Нимбшен (Nimbschen, Гримма, Германия) работает отель, есть вместительный зал для торжеств, конференц-залы и церковь, где можно провести церемонию бракосочетания.
На бывшей монастырской мызе в Кастельбелло-Чардес (Южный Тироль, Италия), перешедшей в частную собственность, создана фруктовая ферма и работает семейный отель.

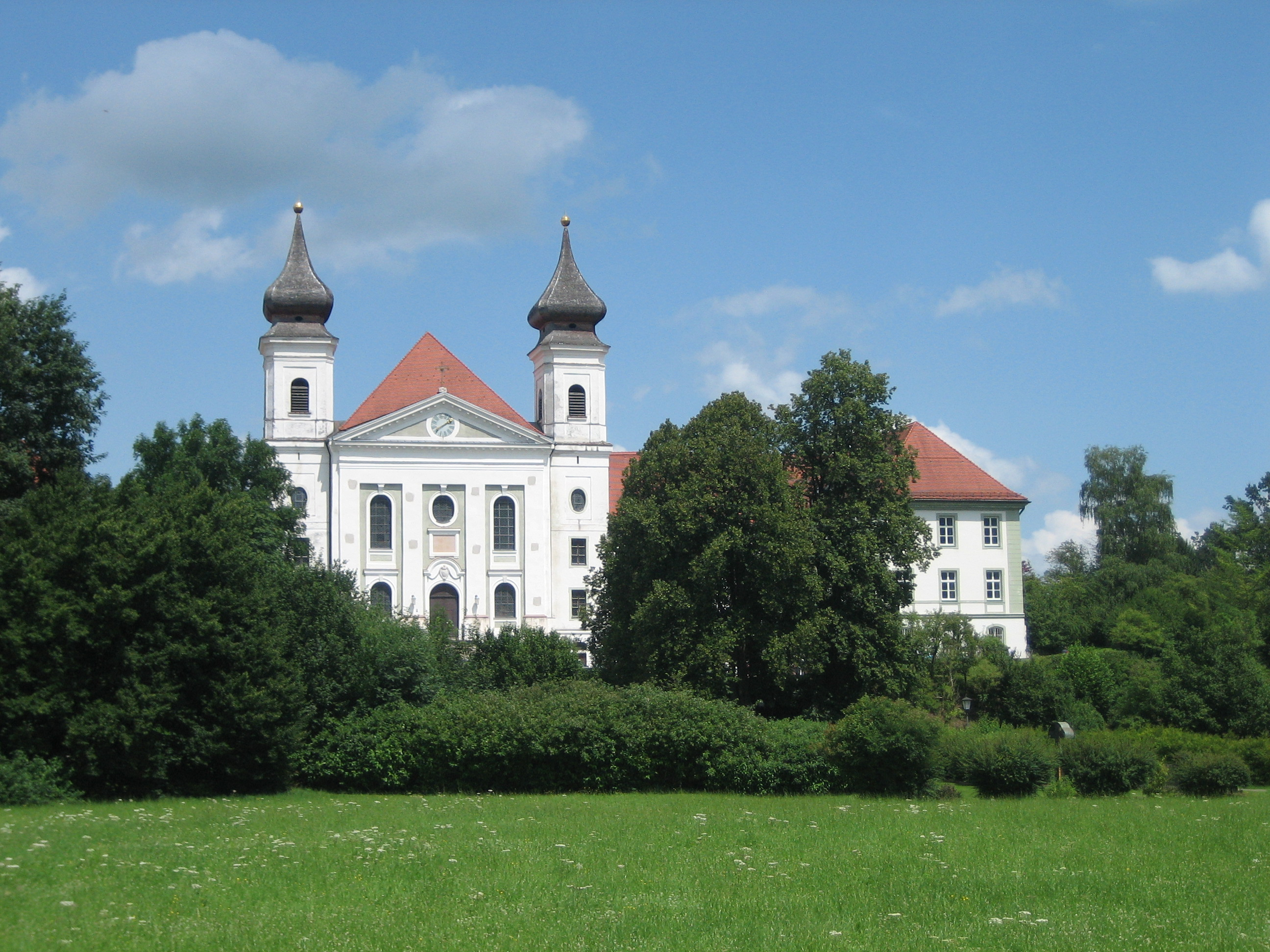
Бывшая монастырская мыза Шледорф
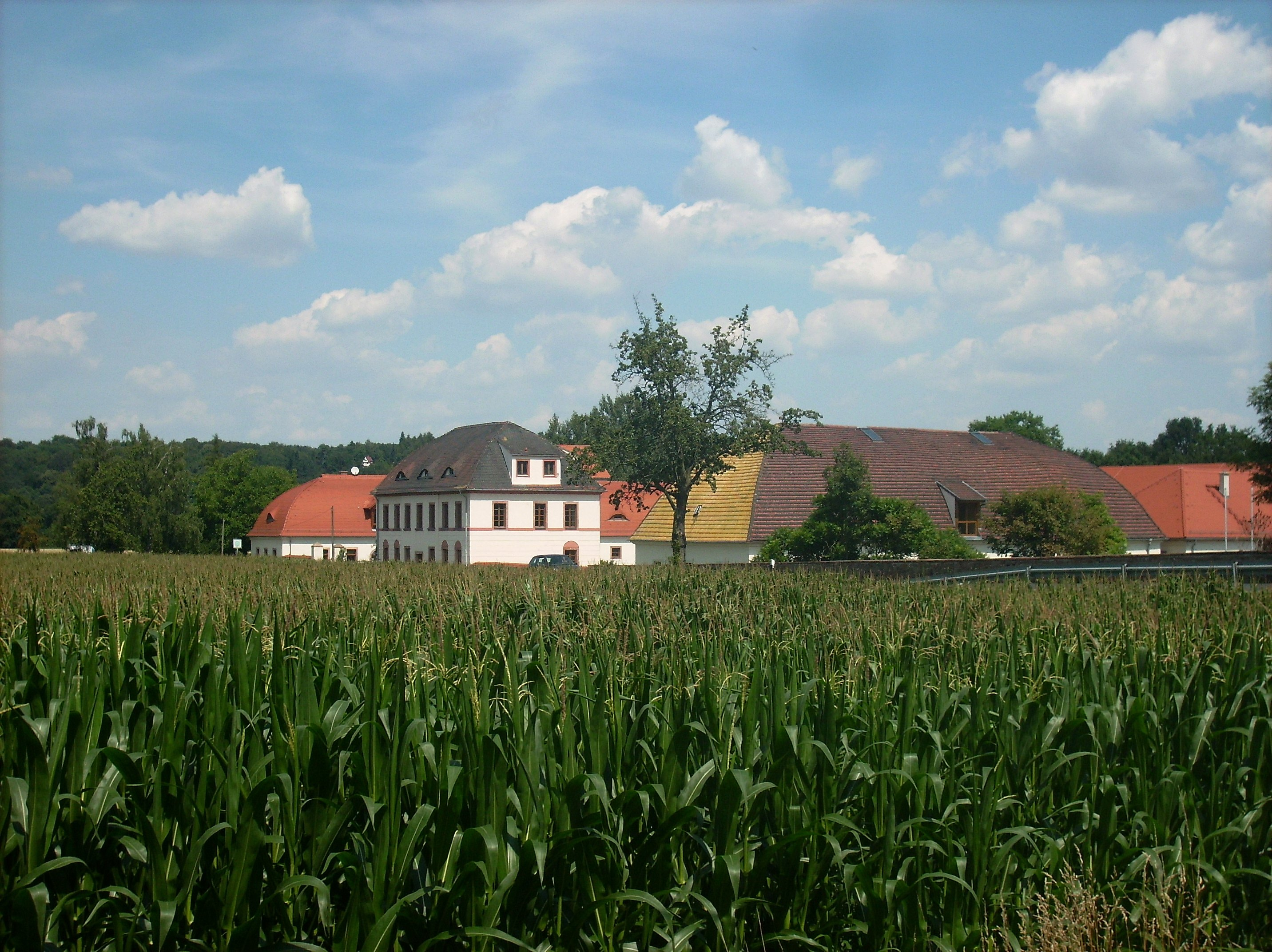
Бывшая монастырская мыза Нимбшен
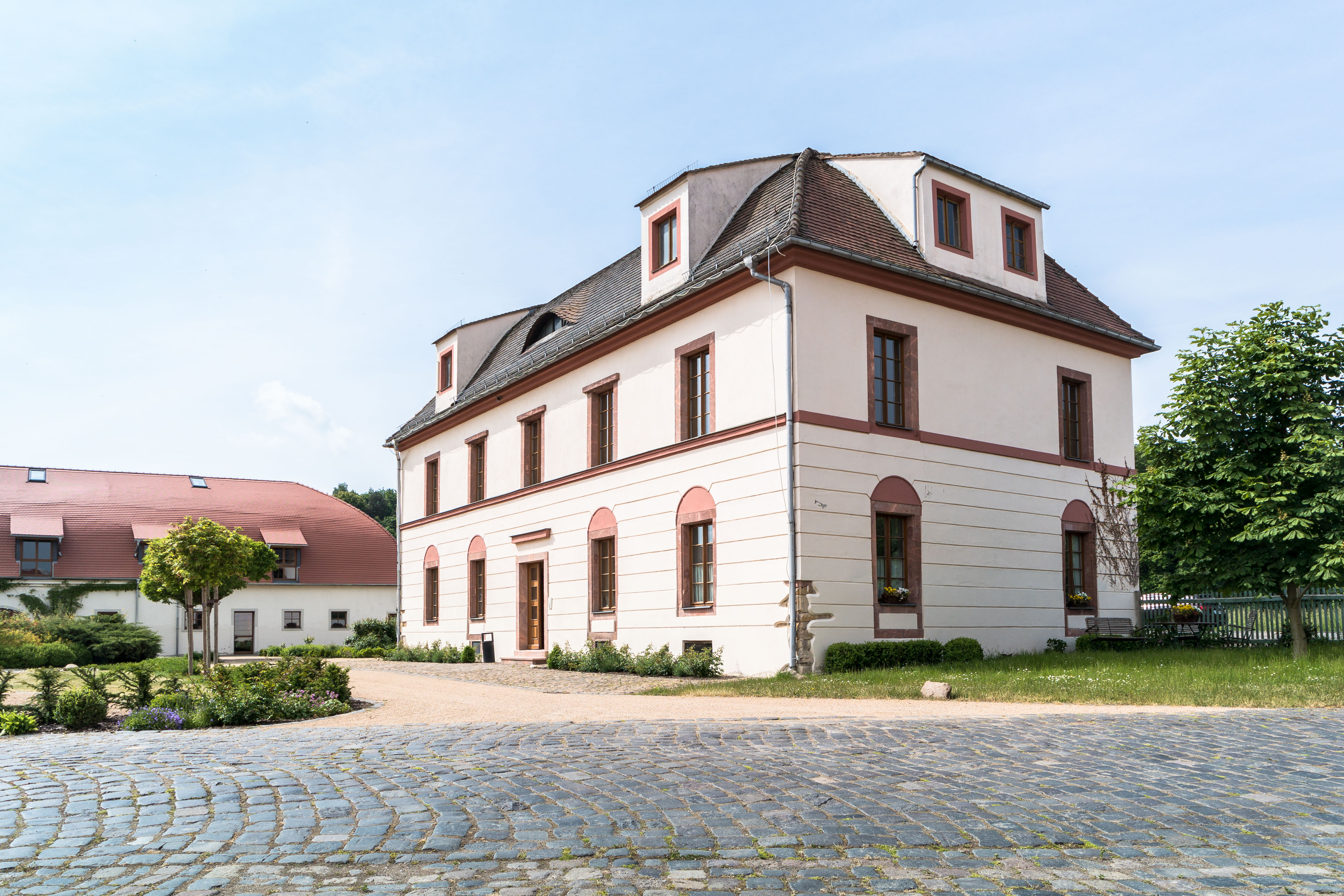
Одно из зданий монастыря Нимбшен
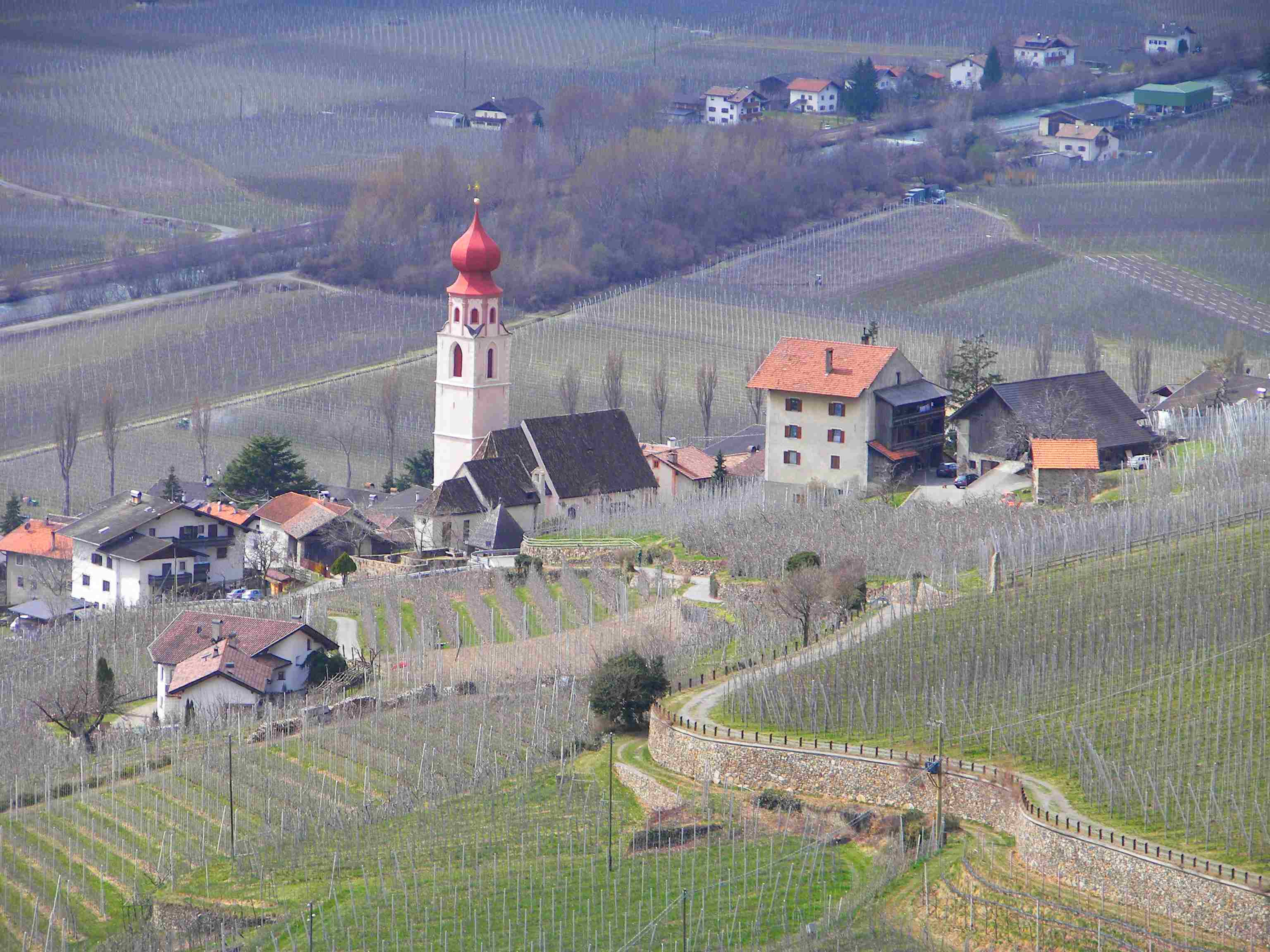
Бывшая монастырская мыза в Кастельбелло-Чардес